# Символ небезпеки

Череп і кістки (отрута), загальний символ отрути та інших джерел смертельної небезпеки (піктограми небезпеки УГС)

Символи небезпеки або попереджувальні символи — це розпізнавані символи, призначені для попередження про небезпечні або небезпечні матеріали, місця чи об'єкти, включаючи електромагнітні поля, електричні струми; їдкі, токсичні або нестабільні хімічні речовини (кислоти, отрути, вибухові речовини); і радіоактивність. Використання символів небезпеки часто регулюється законом і керується організаціями стандартизації. Символи небезпеки можуть мати різні кольори, фони, рамки та додаткову інформацію, щоб визначити тип небезпеки та рівень загрози (наприклад, класи токсичності). Попереджувальні символи використовуються в багатьох місцях замість або на додаток до письмових попереджень, оскільки вони швидко розпізнаються (швидше, ніж читання письмового попередження) і більш зрозумілі (той самий символ може бути розпізнаний як такий, що має однакове значення для носіїв різних мов).

## Список загальних символів
| Тип небезпеки                                                                | Гліф Unicode | Unicode | Зображення             |
| ---------------------------------------------------------------------------- | ------------ | ------- | ---------------------- |
| Загальне попередження                                                        | ⚠            | U+26A0  | Warning                |
| Отрута                                                                       | ☠            | U+2620  | Skull and crossbones   |
| Іонізуюче випромінювання                                                     | ☢            | U+2622  | Radioactivity          |
| Іонізуюче випромінювання — джерело високої активності                        |              |         | Radioactivity          |
| Неіонізуюче випромінювання                                                   |              |         | Non-ionizing radiation |
| Біологічна небезпека                                                         | ☣            | U+2623  | Biohazard              |
| Канцероген                                                                   |              |         | Carcinogen             |
| Висока напруга                                                               | ⚡︎           | U+26A1  | High voltage           |
| Лазерна небезпека                                                            | 🎇           | U+1F387 | Laser                  |
| Магнітне поле                                                                | 🧲           | U+1F9F2 |                        |
| ДТП                                                                          | ⛌            | U+26CC  |                        |
| Автомобіль інваліда                                                          | ⛍            | U+26CD  |                        |
| Слизька дорога                                                               | ⛐            | U+26D0  |                        |
| Більше символів небезпеки наведена серед піктограм небезпеки УГС та ISO 7010 |              |         |                        |

Стрічка з жовтими та чорними діагональними смугами зазвичай використовується як загальне попередження про небезпеку. Це може бути у формі загороджувальна стрічка або як самоклеюча стрічка для розмітки підлоги тощо. У деяких регіонах (наприклад, у Великій Британії) жовта стрічка закопана на певній відстані над закопаними електричними кабелями, щоб попередити майбутніх робітників про небезпеку.

## Загальний символ попередження

Дорожній попереджувальний знак

На придорожніх попереджувальних знаках часто використовується знак оклику, щоб привернути увагу до загального попередження про небезпеку, небезпеку та несподіване. У Європі цей тип знака використовується, якщо немає більш конкретних знаків для позначення конкретної небезпеки. Коли він використовується для дорожніх знаків, він супроводжується додатковим знаком, що описує небезпеку, зазвичай встановленим під знаком оклику.
Цей символ також отримав більш широке застосування для загального використання в багатьох інших контекстах, не пов'язаних з дорожнім рухом. Він часто з'являється на небезпечному обладнанні або в інструкціях з експлуатації, щоб привернути увагу до запобіжних заходів, коли більш конкретний символ попередження недоступний.

## Символ отрути
Символ черепа та схрещених кісток, що складається з людського черепа та двох кісток, схрещених разом позаду черепа, сьогодні зазвичай використовується як попередження про небезпеку смерті, особливо щодо отруйних речовин.
Символ або деякі його варіанти, зокрема з кістками (або мечами) під черепом, також були представлені на Веселому Роджері, традиційному прапорі європейських і американських морських піратів . Він також є частиною канадських домашніх символів WHMIS, розміщених на контейнерах, щоб попередити, що вміст отруйний.
У Сполучених Штатах, через побоювання, що символ черепа та схрещених кісток асоціюється з піратами, може спонукати дітей гратися з токсичними матеріалами, символ містера Юка також використовується для позначення отрути.

## Символ іонізуючого випромінювання
Міжнародним символом радіації є трилисник навколо маленького центрального кола, що символізує радіацію від атома. Вперше він з'явився в 1946 році в радіаційній лабораторії Каліфорнійського університету в Берклі. У той час він відтворювався як пурпуровий і був розміщений на синьому тлі. Використаний відтінок пурпурового (Martin Senour Roman Violet № 2225) був обраний тому, що він був дорогим і рідше використовувався на інших знаках. Однак синій фон для інших знаків почав широко використовуватися. Синій колір зазвичай використовувався на інформаційних знаках, і цей колір мав тенденцію тьмяніти з вивітрюванням. Це призвело до зміни фону на знаку радіаційної небезпеки. Оригінальна версія, яка використовується в Сполучених Штатах, має пурпурний колір на жовтому фоні, і вона намальована з центральним колом радіусом R, внутрішнім радіусом 1,5 R і зовнішнім радіусом 5 R для лопатей, які відокремлені одна від одної. на 60°. У міжнародному варіанті трилисник чорний, який також використовується в США.
Символ був прийнятий як стандарт у США ANSI у 1969 році Вперше він був задокументований як міжнародний символ у 1963 році в рекомендації Міжнародної організації зі стандартизації (ISO) R.361. У 1974 році, після схвалення національними органами стандартизації, символ став міжнародним стандартом як ISO 361 Основний символ іонізуючого випромінювання. Стандарт визначає форму, пропорції, застосування та обмеження щодо використання символу. Його можна використовувати для позначення фактичної або потенційної наявності іонізуючого випромінювання. Він не використовується для неіонізуючих електромагнітних або звукових хвиль. Стандарт не визначає рівні радіації, при яких його слід використовувати.
Цей знак зазвичай називають знаком попередження про радіоактивність, але насправді це попереджувальний знак про іонізуюче випромінювання. Іонізуюче випромінювання — це набагато ширша категорія, ніж сама по собі радіоактивність, оскільки багато нерадіоактивних джерел також випромінюють потенційно небезпечні рівні іонізуючого випромінювання. Сюди входять рентгенівські апарати, радіотерапевтичні лінійні прискорювачі та прискорювачі частинок. Неіонізуюче випромінювання також може досягати потенційно небезпечного рівня, але цей попереджувальний знак відрізняється від трилисника, який попереджає про іонізуюче випромінювання. Знак не слід плутати з ідентифікаційним знаком сховища цивільної оборони, введеним Управлінням цивільної оборони США в 1961 році. Спочатку він мав бути таким же, як символ радіаційної небезпеки, але був змінений на дещо інший символ, оскільки укриття є місцем безпеки, а не небезпеки.

15 лютого 2007 року дві групи — Міжнародне агентство з атомної енергії (МАГАТЕ) і Міжнародна організація зі стандартизації (ISO) — спільно оголосили про прийняття нового символу попередження про іонізуюче випромінювання на додаток до традиційного символу трилисника. Новий символ, який використовуватиметься на закритих джерелах радіації, покликаний попередити будь-кого в будь-якому місці про небезпеку перебування поблизу сильного джерела іонізуючого випромінювання. На ньому на червоному тлі зображено чорний трилисник із хвилями випромінювання, що струмують від нього, разом із чорним черепом і схрещеними кістками, а також біжучу фігуру зі стрілкою, спрямованою вбік від місця встановлення. Випромінюючий трилисник говорить про наявність радіації, а червоний фон і череп із схрещеними кістками попереджають про небезпеку. Фігура, яка втікає з місця події, означає вжити заходів, щоб уникнути позначеного матеріалу. Новий символ не призначений для загальної видимості, а скоріше для появи на внутрішніх компонентах пристроїв, які містять джерела випромінювання, щоб, якщо хтось спробує розібрати такі пристрої, він побачив чітке попередження не продовжувати далі.

ISO 361 Міжнародний символ трилисника іонізуючого випромінювання
Жовтий і пурпуровий трилисник іонізуючого випромінювання, який використовується в США
Ранній символ іонізуючого випромінювання (1946)
Символ високого рівня закритого джерела іонізуючого випромінювання ISO 21482

## Символ біологічної небезпеки
Символ біологічної небезпеки використовується в маркуванні біологічних матеріалів, які несуть значний ризик для здоров'я, включаючи вірусні та бактеріологічні зразки, включаючи інфіковані перев'язувальні матеріали та використані голки для ін’єкцій (див. Відходи гострих предметів).

### Історія
Символ біологічної небезпеки був розроблений компанією Dow Chemical у 1966 році для своїх продуктів для зберігання.
За словами Чарльза Болдуіна, інженера з охорони навколишнього середовища, який зробив внесок у його розробку: «Ми хотіли щось запам'ятовується, але таке, що не має значення, щоб ми могли навчити людей, що це означає». У статті в Science в 1967 році символ був представлений як новий стандарт для всіх біологічних небезпек. У статті пояснювалося, що понад 40 символів були створені художниками Dow, і всі символи, які досліджувалися, мали відповідати ряду критеріїв: «(i) вражаючи формою, щоб негайно привернути увагу; (ii) унікальні та однозначні, в щоб не плутати з символами, які використовуються для інших цілей; (iii) швидко розпізнавати та легко запам'ятовувати; (iv) легко наносити трафаретом; (v) симетричними, щоб виглядати ідентичними з усіх кутів наближення; та (vi) прийнятними для груп різного етнічного походження».

### Геометрія

Усі частини знака біологічної небезпеки можна намалювати за допомогою циркуля та лінійки . Основним контуром символу є звичайний трилисник, який складається з трьох кіл, що однаково перекривають одне одного, як на потрійній діаграмі Венна, де частки, що перекриваються, стерті. Діаметр частини, що перекривається, дорівнює половині радіуса трьох кіл. Потім малюються три внутрішніх кола с2⁄3 радіуса вихідних кіл, щоб він був дотичним до зовнішніх трьох кіл, що перекриваються. Крихітне коло в центрі має діаметр1⁄2 внутрішніх кіл, а дуги стираються під кутами 90°, 210° і 330°. Дуги внутрішніх кіл і крихітного кола з'єднані лінією. Нарешті, кільце під малюється від відстані до периметра рівностороннього трикутника, який утворюється між центрами трьох пересічних кіл. Зовнішнє коло кільця під ним малюється й нарешті охоплюється дугами від центру внутрішніх кіл із меншим радіусом від внутрішніх кіл.

## Хімічні символи
Символ хімічної небезпеки — це піктограма, нанесена на контейнери з небезпечними хімічними сполуками, щоб вказати на конкретну небезпеку та, отже, на необхідні запобіжні заходи. Існує кілька систем етикеток залежно від призначення, наприклад, на контейнері для кінцевого використання або на транспортному засобі під час транспортування.

### Символи та твердження УГС
Організація Об'єднаних Націй розробила піктограми небезпеки УГС і твердження про небезпеку УГС для міжнародної гармонізації попереджень про хімічну небезпеку. Кілька європейських країн почали впроваджувати ці нові глобальні стандарти, але в багатьох частинах світу все ще використовуються старі попереджувальні символи.

### Європа
Європейські стандарти встановлюються:
- Регламент CLP (2008) для хімічних контейнерів, відповідно до міжнародних рекомендацій GHS; див. Європейські символи небезпеки CLP/УГС
- Європейська угода про міжнародне дорожнє перевезення небезпечних вантажів (ADR) щодо додаткової упаковки для транспортування. Транспортні засоби, що перевозять небезпечні вантажі, повинні бути обладнані помаранчевими знаками, де верхня кодова цифра визначає вид небезпеки, а нижня кодова цифра ідентифікує конкретну речовину. Ці символи неможливо легко інтерпретувати без допомоги таблиці для перекладу числових кодів.

Приклади європейських попереджень щодо легкозаймистих речовин
Застарілий німецький символ
Символ легкозаймистості
Символ CLP/УГС
Європейський знак небезпеки ADR, що означає «легко займистий» (33)—« бензин » (1203)

### Канада

Приклад символу WHMIS

Інформаційна система про небезпечні матеріали на робочому місці, або WHMIS, є національним стандартом Канади для інформування про небезпеку на робочому місці.

### Сполучені Штати

Стандартна наклейка або плакат NFPA 704 про небезпеку

Національна асоціація протипожежного захисту (NFPA), що базується в США, має стандарт NFPA 704 із використанням ромба з чотирма кольоровими секціями, кожна з цифрою, що вказує на серйозність 0–4 (0 означає відсутність небезпеки, 4 означає серйозну небезпеку). Червона ділянка означає займистість. Синій розділ позначає ризики для здоров'я. Жовтий символізує реактивність (схильність до вибуху). Білий розділ позначає особливу інформацію про небезпеку. Одним із прикладів особливої небезпеки може бути перекреслена велика літера W (на фото ліворуч), що вказує на те, що це реагент з водою.

## Нестандартні символи

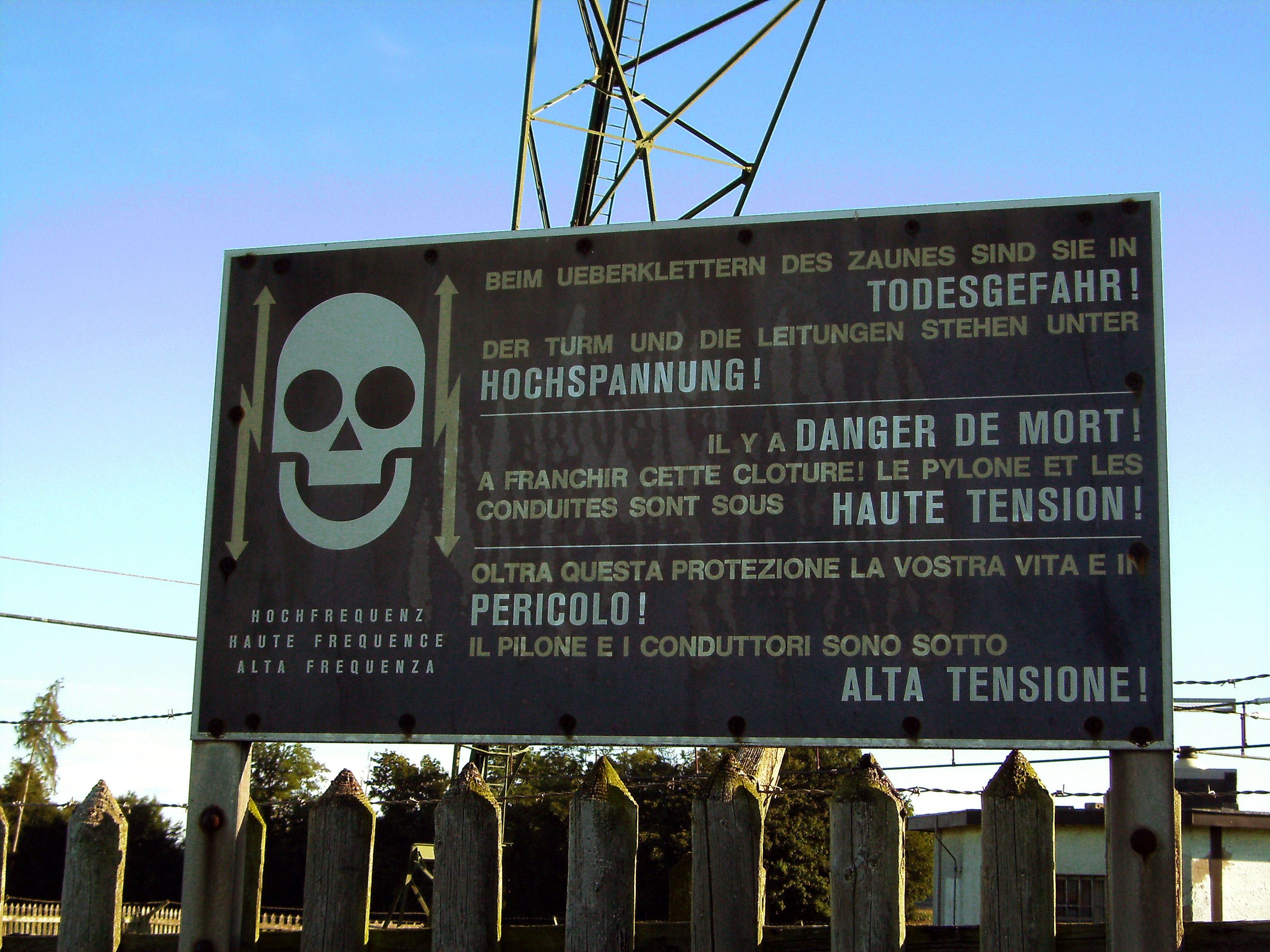
Знак на паркані навколо радіомовної вежі заповідника Беромюнстер у Швейцарії, що попереджає про високу напругу та небезпеку смерті

У всьому світі використовується велика кількість попереджувальних символів з нестандартним дизайном.
Деякі попереджувальні символи було перероблено, щоб вони стали більш зрозумілими для дітей, як-от малюнки містера Ой (зображає небезпеку електрики у вигляді гарчачої гострої істоти) та містера Юка (зелене нахмурене обличчя з висунутим язиком, символізує отруту). в Сполучених Штатах.